# Crato e Mártires
Crato e Mártires foi uma freguesia portuguesa do município do Crato, com 179 km² de área e 1 674 habitantes (2011). Densidade: 9,4 hab./km².
Foi constituída em 1893, pela anexação da paróquia de Mártires à freguesia de Nossa Senhora da Conceição (Crato).
Foi extinta em 2013, no âmbito de uma reforma administrativa nacional, tendo sido agregada às freguesias de Flor da Rosa e Vale do Peso, para formar uma nova freguesia denominada União das Freguesias de Crato e Mártires, Flor da Rosa e Vale do Peso da qual é a sede.

## População
| População da freguesia de Crato e Mártires | População da freguesia de Crato e Mártires | População da freguesia de Crato e Mártires | População da freguesia de Crato e Mártires | População da freguesia de Crato e Mártires | População da freguesia de Crato e Mártires | População da freguesia de Crato e Mártires | População da freguesia de Crato e Mártires | População da freguesia de Crato e Mártires | População da freguesia de Crato e Mártires | População da freguesia de Crato e Mártires | População da freguesia de Crato e Mártires | População da freguesia de Crato e Mártires | População da freguesia de Crato e Mártires | População da freguesia de Crato e Mártires |
| ------------------------------------------ | ------------------------------------------ | ------------------------------------------ | ------------------------------------------ | ------------------------------------------ | ------------------------------------------ | ------------------------------------------ | ------------------------------------------ | ------------------------------------------ | ------------------------------------------ | ------------------------------------------ | ------------------------------------------ | ------------------------------------------ | ------------------------------------------ | ------------------------------------------ |
| 1864                                       | 1878                                       | 1890                                       | 1900                                       | 1911                                       | 1920                                       | 1930                                       | 1940                                       | 1950                                       | 1960                                       | 1970                                       | 1981                                       | 1991                                       | 2001                                       | 2011                                       |
| 1 901                                      | 1 893                                      | 1 823                                      | 2 270                                      | 2 677                                      | 2 901                                      | 3 233                                      | 3 663                                      | 3 986                                      | 3 502                                      | 2 350                                      | 2 205                                      | 2 091                                      | 1 804                                      | 1 674                                      |

Mártires era freguesia autónoma nos censos de 1864 a 1890, tendo sido anexada à do Crato por decreto de 15/086/1893. Pelo decreto lei nº 39.509, de 05/01/1954, foram desanexados desta freguesia vários lugares e integrados na freguesia de Fortios, do concelho de Portalegre. Por este mesmo decreto-lei ficou incorporada nesta freguesia a herdade dos Murtais, que foi desanexada da freguesia de Fortios. Fonte: INE

## Património
- Anta do Crato ou Anta do Couto dos Andreiros I
- Capela de Nossa Senhora do Bom Sucesso ou Capela da Cadeia
- Igreja de Nossa Senhora da Conceição ou Igreja Matriz do Crato
- Varanda do Grão-Prior
- Palácio da familia Caldeira de Castel-Branco ou Palácio Abreu Caldeira ou Palácio Sá Nogueira
- Castelo do Crato ou Castelo da Azinheira
- Ponte do Monte do Prado ou Ponte Velha do Prado
- Villa da Granja ou Vila Lusitano Romana da Granja